# 海南割鸡芒
海南割鸡芒（学名：Hypolytrum hainanense）为莎草科割鸡芒属下的一个种。仅产于海南（儋县水尾山；临高县莲花山）；生于山上干燥的地方。

## 扩展阅读
- 維基物種上的相關：海南割鸡芒